# Гаттендорф (Бургенланд)
Гаттендорф (нім. Gattendorf) — громада округу Нойзідль-ам-Зее у землі Бургенланд, Австрія.
Гаттендорф лежить на висоті   м над рівнем моря і займає площу  25,12 км². Громада налічує 1234 мешканців. 
Густота населення 49/км².  
|                                     |
| Гаттендорф на мапі округу та землі. |

 Адреса управління громади: Hauptplatz 4
2474 Gattendorf (Burgenland).

## Демографія
Історична динаміка населення громади за даними сайту Statistik Austria

## Фотогалерея
Исторічний Гаттендорф: топографичні карти та єврейське кладовище

Historisches Gattendorf: Aufnahmeblätter der Franzisco-Josephinische Landesaufnahme/Jüdischer Friedhof
Maßstab 1:25.000 (Mitte unten), links ist der Bereich des Militärlagers in Bruck an der Leitha nur schematisch dargestellt (нім.)
Maßstab 1:12.500 mit Wangheim, dem Zehenthof und dem St.-Anna-Kloster (нім.)
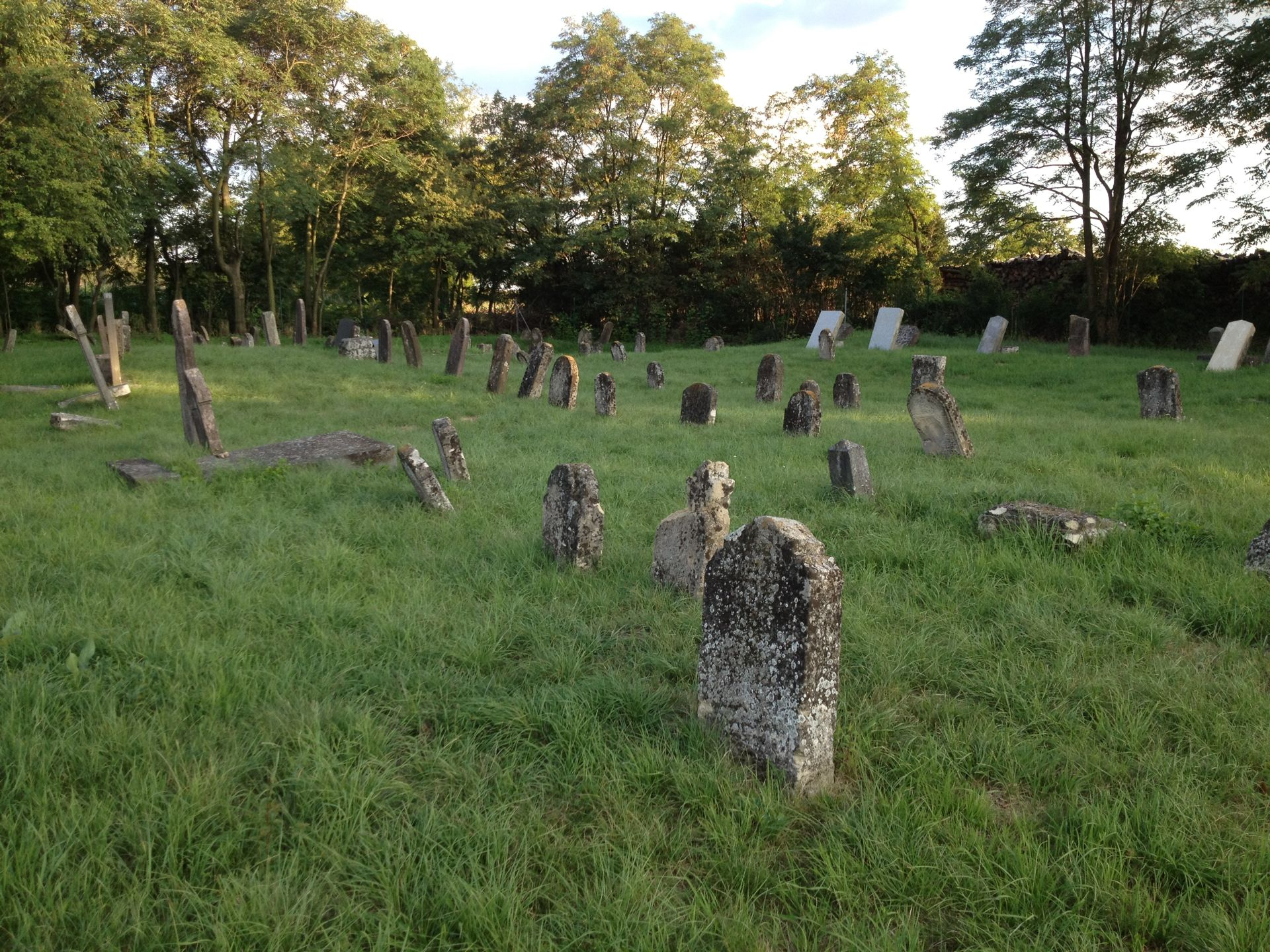
Єврейське кладовище у Гаттендорфі
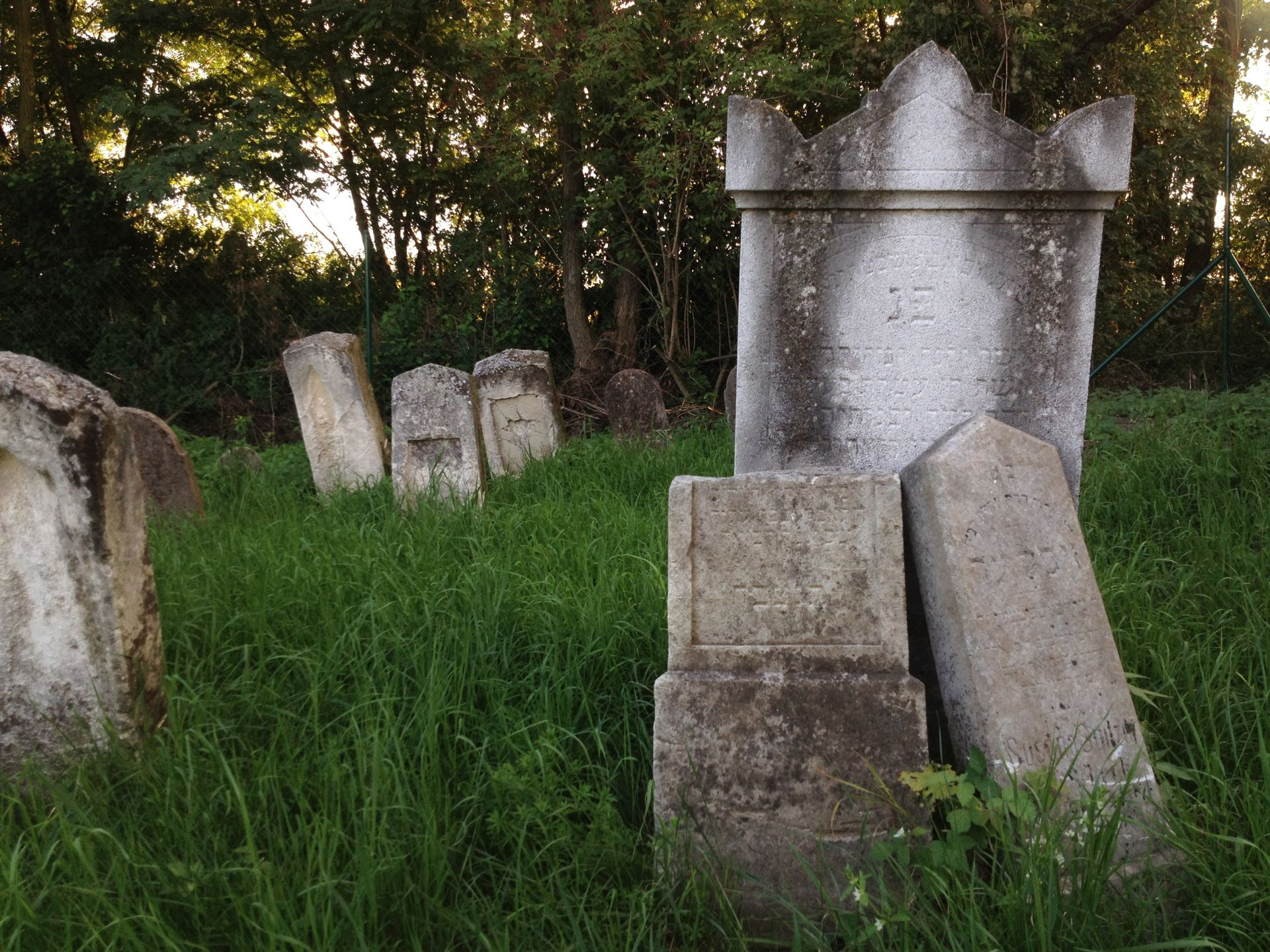
Єврейське кладовище у Гаттендорфі

## Інше
- Варіант гербу громади Гаттендорф із статті німецької Вікіпедії станом на 22 вересня 2015 року.

## Виноски
- www.gattendorf.at [Архівовано 15 червня 2021 у Wayback Machine.] (нім.)